# Mario Kart: Double Dash‼
Mario Kart: Double Dash!! (яп. マリオカートダブルダッシュ!! Марио Ка̄то Дабуру Дассю!!) — видеоигра, разработанная компанией Nintendo Entertainment Analysis and Development и выпущенная Nintendo эксклюзивно для платформы GameCube.
Отличается от других игр серии Mario Kart тем, что вместо традиционных одноместных картов здесь используются двухместные транспортные средства. При этом один из пассажиров выполняет функции водителя, а второй — управляет оружием. Впрочем, они в любой момент могут поменяться местами. Наличие характеристик у каждого персонажа и машины способствует применению различных тактик, которые делают гонку интересной и разнообразной. Также, эта особенность сказывается на мультиплеере, в котором теперь можно играть по принципам: 1х2х3х4, 2х2 и 1х1х2.
В остальном же, игра полностью соответствует канонам Mario Kart, и имеет аналогичный перечень режимов.

## Игровой процесс
Игра представляет собой автосимулятор, в котором персонажи вселенной Марио участвуют в гонках на картах. В отличие от прошлых игр серии, в данной игре персонажи разбиты на пары, каждая из которых обладает уникальными предметами, например Йоши и Бирдо (Бёрдо) используют яйца, а Донки Конг и Дидди Конг — гигантские бананы.

### Персонажи
- Марио и Луиджи
- Пич и Дейзи
- Йоши и Бирдо (Бёрдо)
- Донки Конг и Дидди Конг
- Варио и Валуиджи
- Боузер и Боузер Младший
- Купа Трупа и Купа Паратрупа
- Малыш Марио и Малыш Луиджи
- Тоад и Тоадетта†
- Питти Пиранья и Король Бу†

† Персонажи, которые разблокируются после кубка.

## Оценки игры
| Сводный рейтинг    | Сводный рейтинг |
| Агрегатор          | Оценка          |
| ------------------ | --------------- |
| GameRankings       | 87,20 %         |
| Metacritic         | 87/100          |
| Иноязычные издания |                 |
| Издание            | Оценка          |
| EGM                | 9,83/10         |
| Game Informer      | 9,25/10         |
| GameSpot           | 7,9/10          |
| GameSpy            | [ 7 ]           |
| GamesRadar+        | [ 8 ]           |
| IGN                | 7,9/10          |
| Nintendo Power     | [ 10 ]          |

Игра получила положительные оценки игровой прессы, оценка на сайте-агрегаторе Metacritic составила 87 из 100 баллов.

## Продажи
Игра продалась миллионным тиражом за первые семь недель, что сделало её самой быстропродаваемой игрой для GameCube на тот момент. К июлю 2006 года продажи достигли отметки в 2,2 миллиона копий. Журнал Next Generation назвал её 12 самой продаваемой игрой, среди игр для PlayStation 2, Xbox и GameCube выпущенных с января 2000 до июля 2006 года в США. Итоговые продажи игры в США составили 3,8 миллиона копий, и более 802 000 в Японии. Игра получила статус «золотой» от британской ELSPA, за продажу более 200 000 копий в Соединённом Королевстве. Согласно данным компанииe NPD Group Double Dash!! была самой продаваемой игрой в ноябре 2003 года. Так же игра стала третьей самой продаваемой игрой для GameCube в Австралии. По информации блога Joystiq, по состоянию на февраль 2009 года, итоговые мировые продажи игры составили около семи миллионов копий. В списке 100 лучших игр всех времён для консолей Nintendo от журнала Official Nintendo Magazine, Double Dash!! заняла 63 строчку.